# Inato ou adquirido
O debate da natureza versus criação (em inglês, nature vs. nurture), ou inato e adquirido, é clássico desde o surgimento da psicologia. Ele discute a que grau uma característica comportamental é inata (por exemplo, herdada geneticamente) ou adquirida através da interação com o ambiente físico e sociocultural.

## História

### Origens
A combinação complementar dos dois conceitos é um conceito antigo (em grego: ἁπό φύσεως καὶ εὐτροφίας, "da natureza e nutrição/cultivo", conforme a frase aparece no diálogo platônico Protágoras). Natureza é o que as pessoas pensam como pré-programado e é influenciada pela herança genética e outros fatores estruturais biológicos. A criação é geralmente considerada como a influência de fatores externos após a concepção, por exemplo, o produto da exposição, experiência e aprendizagem de um indivíduo, mas também pode se estender ao ambiente pré-natal.
Na China antiga também há dois exemplos em que o par conceitual do inato versus o adquirido são tratados. Xunzi (310-238 a.C.), filósofo com obra homônima, apresenta principalmente no seu capítulo 23 "Xìng è 性惡 (A natureza humana é odiosa)" que o ser humano tem uma natureza (xìng 性) que pode ser chamada em termos atuais de "biológica", por um lado, mas pode se transformar por meio de uma construção ou esforço consciente (wěi 偽) em que, por meio das suas capacidades inatas e desse esforço explícito, adquiri habilidades sociais que o tornam um ser mais realizado. Para o Xunzi, caso as pessoas se comportem apenas a partir das necessidades da sua natureza biológica haveria a tendência de comportamentos individualistas, pois as necessidades biológicas são sempre individuais. Mas conseguindo transformar essa natureza biológica socialmente problemática por meio de esforço consciente para uma direção mais educada do comportamento, o ser humano ser mais sábio, vivendo tanto a sua natureza quanto a sua sociabilidade de forma mais completa. Depois, de acordo com os Registros do Grande Historiador (94 a.C.) por Sima Qian, durante a revolta de Chen Sheng Wu Guang em 209 a.C., Chen Sheng fez a pergunta "como reis, nobres, generais e ministros podem ser geneticamente determinados?" (王侯將相寧有種乎) para chamar à revolução. Embora Chen tenha sido obviamente negativo quanto à pergunta, a frase tem sido frequentemente citada como uma das primeiras pesquisas sobre o problema da natureza versus criação.
A expressão aliterativa "nature and nurture" em inglês tem sido usada pelo menos desde o período elisabetano e remonta ao francês medieval. A frase em seu sentido moderno foi popularizada pelo polímata vitoriano Francis Galton, o fundador moderno da eugenia e da genética comportamental quando ele estava discutindo a influência da hereditariedade e do ambiente no avanço social. Galton foi influenciado pelo Origem das Espécies, escrito por seu meio-primo, o evolucionista Charles Darwin.
A visão de que os humanos adquirem todos ou quase todos os seus traços comportamentais da "criação" foi denominada tabula rasa ('lousa em branco, raspada'), termo encontrado no Ensaio acerca do Entendimento Humano (1690) de John Locke, frequentemente citado como o documento fundamental dessa visão. No Ensaio, Locke critica especificamente a afirmação de René Descartes da existência de ideias inatas, tal como a de Deus, que seriam universais para a humanidade. A opinião de Locke foi duramente criticada em sua própria época. Anthony Ashley-Cooper, 3º Conde de Shaftesbury, reclamou que, ao negar a possibilidade de quaisquer ideias inatas, Locke "expulsou toda ordem e virtude do mundo", levando ao relativismo moral total. No século XIX, a perspectiva predominante era contrária à de Locke, tendendo a se concentrar no "instinto". Leda Cosmides e John Tooby observaram que William James (1842–1910) argumentou que os humanos têm mais instintos do que os animais, e que uma maior liberdade de ação é o resultado de ter mais instintos psicológicos, não menos.
A questão das "ideias inatas" ou "instintos" teve alguma importância na discussão do livre arbítrio na filosofia moral. Na filosofia do século XVIII, isso foi lançado em termos de "ideias inatas" estabelecendo a presença de uma virtude universal, pré-requisito para a moral objetiva. No século XX, esse argumento foi de certa forma invertido, já que alguns filósofos (como J. L. Mackie) agora argumentavam que as origens evolutivas dos traços comportamentais humanos nos força a admitir que não há fundamento para a ética, enquanto outros (Thomas Nagel) tratavam da ética como um campo de afirmações cognitivamente válidas em completo isolamento de considerações evolutivas.

### Atualidade
Reconhece-se atualmente que natureza e ambiente contribuem conjuntamente em interação à formação do indivíduo e sua mente, sem exclusão um do outro. Há características que possuem uma porcentagem maior de um componente do que de outro, como visto em estudos de herdabilidade, e o conceito atual de instinto é utilizado para tendências comportamentais inatas, tal como as habilidades adaptativas da espécie em seus módulos cognitivos. As áreas contemporâneas que sintetizam esses níveis de análise são as ciências cognitivas e a sociobiologia, as quais utilizam conhecimentos da psicologia evolucionista, genética do comportamento e epigenética do comportamento.
Uma visão de "lousa em branco" na psicologia do desenvolvimento humano, que assume que os traços comportamentais humanos se desenvolvem quase exclusivamente atribuídos às influências ambientais, foi amplamente defendida durante grande parte do século XX. O debate entre a negação "tábula rasa" da influência da herdabilidade e a visão que admite ambas as características ambientais e hereditárias muitas vezes é lançado em termos de natureza versus criação. Essas duas abordagens conflitantes do desenvolvimento humano estiveram no centro de uma disputa ideológica sobre as agendas de pesquisa ao longo da segunda metade do século XX. Como os fatores da "natureza" e da "criação" contribuem substancialmente, muitas vezes de maneira inextricável, essas visões são consideradas ingênuas ou desatualizadas pela maioria dos estudiosos do desenvolvimento humano a partir da década de 2000.
Steven Pinker, em sua obra Tábula Rasa, abordou os extremos de determinismo biológico ou determinismo ambiental, criticando-os com base no conhecimento atual e sobre como levaram a prejuízos quando aplicados fora da ética. O behaviorismo na década de 1920 propunha um ambientalismo radical, como no enunciado de John B. Watson:
"Dêem-me uma dúzia de recém-nascidos sadios, bem formados, e um mundo pacificado por mim para criá-los, e garanto escolher qualquer um ao acaso e prepará-lo para tornar-se qualquer tipo de especialista que eu possa selecionar - médico, advogado, artista, comerciante e, sim, até mesmo mendigo e ladrão, independentemente de seus talentos, pendores, tendências, capacidades, vocações e raça de seus ancestrais"
Pinker discorreu historicamente que o determinismo ambiental também predominou nas ciências sociais e na antropologia cultural do século XX, bem como teve aplicação em ideologias autoritárias de esquerda que manipularam o conceito de tábula rasa para a engenharia social. Por outro lado, ideologias como o nazismo e de progressistas da primeira metade do século XX apelaram ao extremo do inatismo, aplicando doutrinas como o darwinismo social, racismo científico e eugenia. Em meio a isso, o debate científico quanto à contribuição dos fatores inatos e ambientais foi combatido por cristãos conservadores, de modo que, embora tenham combatido as doutrinas de eugenia, pelo fundamentalismo religioso rejeitaram todas as tentativas científicas de explicação biológica do comportamento humano, por medo de infringir temas como a alma, o livre-arbítrio e determinações sobrenaturais divinas.
No auge da controvérsia, durante os anos 80 e 90, o debate era ainda altamente ideologizado. Em Not in Our Genes: Biology, Ideology and Human Nature (1984), Richard Lewontin, Steven Rose e Leon Kamin criticaram o "determinismo genético" a partir de uma estrutura marxista, argumentando que "A ciência é o legitimador final da ideologia burguesa ... Se o determinismo biológico é uma arma na luta entre as classes, então as universidades são fábricas de armas e seu corpo docente e de pesquisa são os engenheiros, projetistas e trabalhadores da produção." O debate, portanto, mudou de se os traços herdáveis existem para se era politicamente correto ou eticamente permitido admitir sua existência. Os autores a negavam, requerendo que as inclinações evolutivas sejam descartadas nas discussões éticas e políticas, independentemente de existirem ou não. Essa defesa da tábula rasa como dogma ideológico foi considerada por Steven Pinker como emocionalmente motivada pelo mito do bom selvagem e do fantasma na máquina. Apenas a partir dos anos 90 ocorreu uma virada, quando livros sumarizaram a grande quantidade de evidências acumuladas até então e as estimativas de herdabilidade estavam mais fáceis de serem realizadas com o avanço dos estudos genéticos.
A forte dicotomia entre natureza versus criação foi, portanto, reivindicada como tendo relevância limitada em alguns campos de pesquisa. Foram encontrados círculos de retroalimentação próximos nos quais a natureza e a criação influenciam uma à outra constantemente, como visto na autodomesticação. Em ecologia e genética comportamental, os pesquisadores acreditam que a criação tem uma influência essencial sobre a natureza. Da mesma forma em outros campos, a linha divisória entre uma característica herdada e adquirida torna-se obscura, como na epigenética ou no desenvolvimento fetal.

## Interação gene-ambiente
As interações dos genes com o ambiente, chamadas de interações gene-ambiente, são um componente do debate natureza–criação. Um exemplo clássico de interação gene-ambiente é a capacidade de uma dieta pobre no aminoácido fenilalanina suprimir parcialmente a doença genética fenilcetonúria. Ainda outra complicação para o debate natureza-criação é a existência de correlações gene-ambiente. Essas correlações indicam que indivíduos com certos genótipos têm maior probabilidade de se encontrar em determinados ambientes. Assim, parece que os genes podem moldar (a seleção ou criação de) ambientes (seleção e construção de nicho). Mesmo usando experimentos como os descritos acima, pode ser muito difícil determinar de forma convincente a contribuição relativa dos genes e do ambiente.
Herdabilidade refere-se às origens das diferenças entre as pessoas. O desenvolvimento individual, mesmo de características altamente hereditárias, como a cor dos olhos, depende de uma série de fatores ambientais, desde os outros genes do organismo até variáveis físicas como temperatura, níveis de oxigênio etc. durante seu desenvolvimento ou ontogênese.
Pode-se dizer que a variabilidade do traço é significativamente devida em certas proporções a diferenças genéticas ("natureza") ou ambientais ("criação"). Para doenças genéticas mendelianas altamente penetrantes, como a doença de Huntington, praticamente toda a incidência da doença se deve a diferenças genéticas. Os modelos animais de Huntington vivem muito mais ou menos, dependendo de como são cuidados.
No outro extremo, características como a língua nativa são determinadas pelo ambiente: os linguistas descobriram que qualquer criança (se for capaz de aprender uma língua) pode aprender qualquer língua humana com igual facilidade. Com praticamente todos os traços biológicos e psicológicos, no entanto, genes e o ambiente trabalham em conjunto, comunicando-se em vai e vem para criar o indivíduo.
Em um nível molecular, os genes interagem com sinais de outros genes e do meio ambiente. Embora existam muitos milhares de características de locus de um único gene, os chamados caracteres complexos são devidos aos efeitos aditivos de muitos (geralmente centenas) de pequenos efeitos de genes. Um bom exemplo disso é a altura, em que a variância parece estar espalhada por muitas centenas de locais.
Condições genéticas ou ambientais extremas podem predominar em raras circunstâncias—se uma criança nasce muda devido a uma mutação genética, ela não aprenderá a falar nenhuma língua, independentemente do ambiente; da mesma forma, alguém com quase certeza de desenvolver a doença de Huntington de acordo com seu genótipo pode morrer em um acidente não relacionado (um evento ambiental) muito antes de a doença se manifestar.

A visão dos "dois baldes" da herdabilidade

Visão de "lama homogênea" mais realista da herdabilidade

Steven Pinker também descreveu vários exemplos, mesmo que "muitas propriedades do cérebro são geneticamente organizadas e não dependem de informações vindas dos sentidos":
Traços comportamentais específicos que dependem patentemente do conteúdo fornecido pelo lar ou pela cultura—qual idioma se fala, qual religião se pratica, qual partido político se apoia—não são hereditários de forma alguma. Mas os traços que refletem os talentos e temperamentos subjacentes—quão proficiente com a linguagem uma pessoa é, quão religioso, quão liberal ou conservador—são parcialmente herdáveis.
Quando as características são determinadas por uma interação complexa de genótipo e ambiente, é possível medir a herdabilidade de uma característica dentro de uma população. No entanto, muitos não cientistas que encontram um relato de uma característica com uma certa herdabilidade percentual imaginam contribuições aditivas e não interacionais de genes e ambiente para a característica. Como analogia, alguns leigos podem pensar no grau de uma característica sendo composta de dois "baldes", genes e ambiente, cada um capaz de conter uma certa capacidade da característica. Mas mesmo para herdabilidades intermediárias, uma característica é sempre moldada tanto pelas disposições genéticas quanto pelos ambientes nos quais as pessoas se desenvolvem, apenas com maior e menor plasticidade associada a essas medidas de herdabilidade.
As medidas de herdabilidade sempre se referem ao grau de variação entre os indivíduos de uma população. Ou seja, como essas estatísticas não podem ser aplicadas no nível do indivíduo, seria incorreto dizer que, embora o índice de herdabilidade da personalidade seja de cerca de 0,6, 60% da personalidade de alguém é obtida dos pais e 40% do meio ambiente. Para ajudar a entender isso, imagine que todos os humanos fossem clones genéticos. O índice de herdabilidade para todas as características seria zero (toda a variabilidade entre indivíduos clonais deve ser devido a fatores ambientais). E, ao contrário das interpretações errôneas do índice de herdabilidade, à medida que as sociedades se tornam mais igualitárias (todos têm experiências mais semelhantes), o índice de herdabilidade aumenta (à medida que os ambientes se tornam mais semelhantes, a variabilidade entre os indivíduos se deve mais a fatores genéticos).
Deve-se também levar em conta o fato de que as variáveis de herdabilidade e ambiental não são precisas e variam dentro de uma população escolhida e entre as culturas. Seria mais preciso afirmar que o grau de herdabilidade e ambientalidade é medido em sua referência a um fenótipo particular em um grupo escolhido de uma população em um determinado período de tempo. A precisão dos cálculos é ainda prejudicada pelo número de coeficientes levados em consideração, sendo a idade uma dessas variáveis. A exibição da influência da herdabilidade e do ambiente difere drasticamente entre os grupos de idade: quanto mais velha for a idade estudada, mais perceptível se torna o fator de herdabilidade, quanto mais jovens são os assuntos de teste, mais provável é que mostre sinais de forte influência dos fatores ambientais. Daí a importância do acompanhamento na pesquisa desenvolvimental, pois um grau maior de herdabilidade pode se desdobrar apenas na vida tardia devido ao efeito cumulativo de genes, que são expressos no decorrer dos anos; ela também é explicada não apenas pela mudança de expressão gênica, mas através de sua continuidade em cada período de desenvolvimento, que pode levar a efeitos diferentes em determinadas idades, com novas influências genéticas.
Um estudo conduzido por T. J. Bouchard, Jr. mostrou dados que evidenciam a importância dos genes ao testar gêmeos de meia-idade criados juntos e separados. Os resultados apresentados têm sido uma evidência importante contra a importância do meio ambiente na determinação da felicidade, por exemplo. No estudo de gêmeos de Minnesota criados separados, foi realmente descoberto que havia uma correlação mais alta para gêmeos monozigóticos criados separados (0,52) do que gêmeos monozigóticos criados juntos (0,44). Além disso, destacando a importância dos genes, essas correlações encontraram uma correlação muito maior entre gêmeos monozigóticos do que dizigóticos, que tiveram uma correlação de 0,08 quando criados juntos e -0,02 quando criados separados.
Alguns apontaram que influências ambientais afetam a expressão dos genes. Esta é uma explicação de como o ambiente pode influenciar até que ponto uma disposição genética realmente se manifestará.